# Caupolicana gayi
Caupolicana gayi är en biart som beskrevs av Maximilian Spinola 1851. Caupolicana gayi ingår i släktet Caupolicana och familjen korttungebin. Inga underarter finns listade.

## Bildgalleri

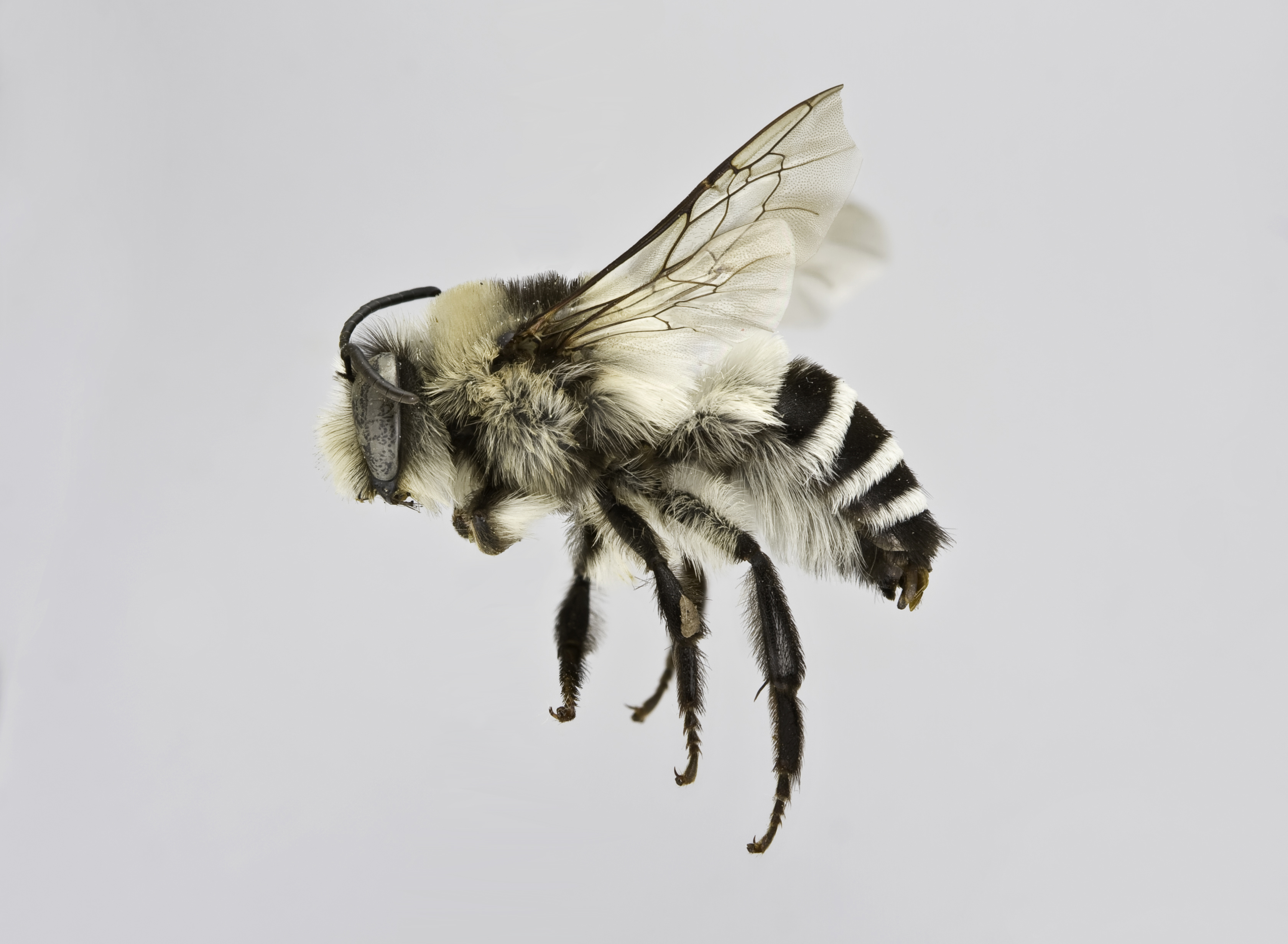
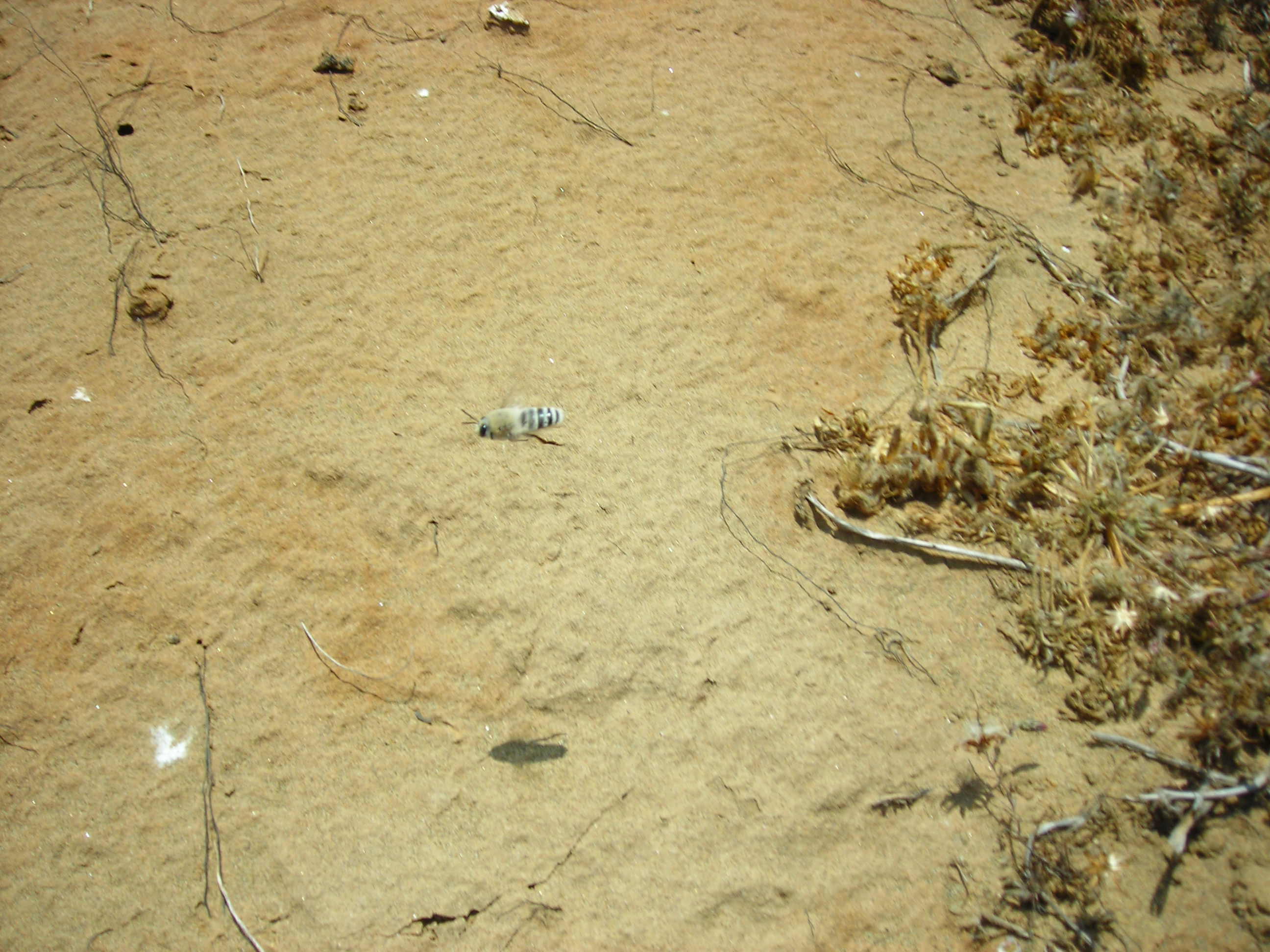
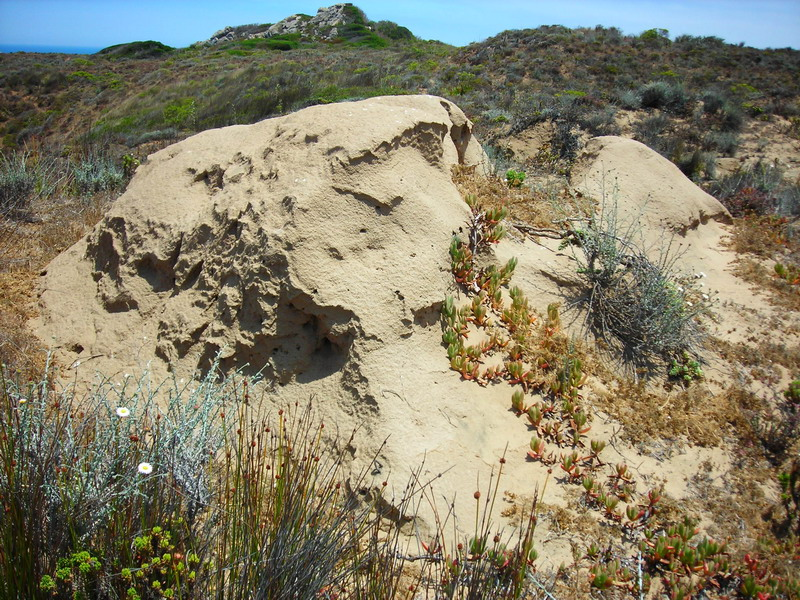
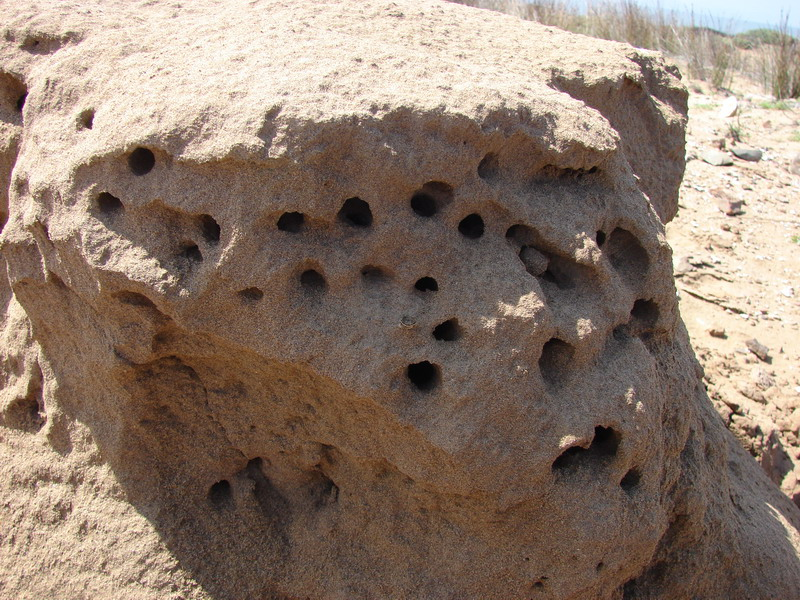